# Zara Dampney
Zara Dampney (Christchurch, 10 de junio de 1986) es una jugadora de voleibol de playa y exjugadora de voleibol de interior británica. Fue elegida como una de las dos jugadoras para ocupar el lugar de clasificación de la nación local en los Juegos Olímpicos de verano de 2012, con su compañera de equipo Shauna Mullin.

## Primeros años de vida
Dampney nació en Christchurch el 10 de junio de 1986, y vivió toda su infancia en Dorset. Jugó voleibol de interior mientras estudiaba en Parkstone Grammar School, y después de la escuela fue a la Universidad de Sheffield, donde estudió para obtener una licenciatura en derecho. Compitió para el equipo británico de adultos en voleibol de interior a la edad de dieciséis años, y fue miembro del Wessex Volleyball Club.

## Carrera profesional
Después de completar su título universitario, hizo su debut en la gira de la Federación Internacional de Voleibol en 2009 y formó parte del primer equipo británico en competir en la gira en una década. El equipo terminó en novena posición en ese evento, que sigue siendo el resultado más alto de Dampney en la gira.
Durante la gira, junto con su pareja Shauna Mullin, vendió espacios publicitarios en la parte posterior de su bikini, alojando un código QR para la casa de apuestas Betfair. Compitieron en el evento de prueba olímpico en Londres y ganaron todos sus juegos grupales, pero fueron derrotados en la segunda ronda eliminatoria por el equipo brasileño que ganó el torneo.
Dampney y Mullin recibieron el lugar de la nación anfitriona para el voleibol de playa en los Juegos Olímpicos de Londres 2012, donde los eventos se llevaron a cabo en Horse Guards Parade. Fueron la primera pareja británica en competir en este deporte en unos Juegos Olímpicos. A partir del anuncio de que competirían en los Juegos Olímpicos, Dampney y Mullin ocupaban el puesto 37 en el mundo.
En los Juegos Olímpicos de Londres 2012, no se clasificaron del grupo F, pero jugaron lo suficientemente bien como para jugar en el partido de perdedor afortunado, donde perdieron ante las hermanas Schwaiger (Doris y Stefanie) de Austria.